# 博瓦尔 (塞纳-马恩省)
博瓦尔（法語：Beauvoir，法語發音：[bovwaʁ] ⓘ）是法国塞纳-马恩省的一个市镇，属于克莱蒙区。

## 地理
博瓦尔（48°38'41"N, 2°51'52"E）面积3.94 平方千米，位于法国法蘭西島大區塞纳-马恩省，该省份为法国北部内陆省份，北起瓦兹省，西接埃松省、马恩河谷省、塞纳-圣但尼省和瓦兹河谷省，南至卢瓦雷省，东南接约讷省，东临马恩省和奥布省，东北接埃纳省。
与博瓦尔接壤的市镇（或旧市镇、城区）包括：韦尔讷伊莱唐、阿让蒂耶尔、布里地区绍姆。

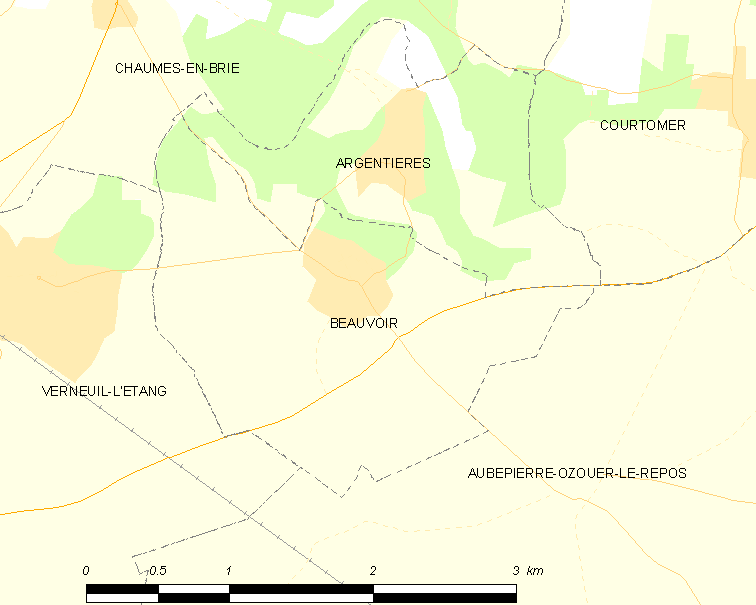
的OSM定位图

博瓦尔的时区为UTC+01:00、UTC+02:00（夏令时）。

## 行政
博瓦尔的邮政编码为77390，INSEE市镇编码为77029。

## 政治
博瓦尔所属的省级选区为楠日县。

## 人口

1962-2008年间人口变化图示

博瓦尔于2022年1月1日时的人口数量为185人。